# Juan Cervera Sanchís
Juan Cervera Sanchís  (Lora del Río, Sevilla, 24 de octubre de 1933) es un poeta y periodista de origen español inmigrado a México. 

## Biografía
Es hijo de Juan Cervera Rueda y de Asunción Sanchís Jiménez. Desde joven manifestó su inclinación hacia la poesía. Ha escrito sonetos, décimas, liras entre otras formas de la poesía tradicional. Ejerció el periodismo tanto en México como en España. Regresó a su pueblo natal en julio de 2013.
En España la colección Adonais editó su libro El Prisionero (1970). En Barcelona, 1982, obtuvo el premio Azor con el libro En las Nubes.
Su poesía se ha traducido al francés, inglés, italiano, portugués y al japonés.

## Obra
Su obra es extensa teniendo más de cuarenta libros publicados desde 1960. Su primer libro, El muchacho que veía venir a la muerte (1960) apareció en la editorial AGEM de Madrid, España.
Cervera Sanchis ha cultivado también el relato y ejerce el periodismo. Entre sus libros en prosa destacan Los ojos de Ciro (relatos), editado por Katún, México (1984), El caos es maravilloso, Editorial Domes, México 1985 y un libro de entrevistas con pioneros de la industria del petróleo en México. Pemex: pasión y destino, editado por el Instituto Mexicano del Petróleo (2005).

## Reconocimientos
En 2004 fue develado un busto suyo en su pueblo natal en Andalucía, obra del escultor Germán Pérez Vargas. Con anterioridad, el Ayuntamiento de Lora del Río había puesto su nombre a una calle del pueblo.